# Сан-Сальваторе-аль-Монте
Церковь Сан-Сальваторе-аль-Монте (итал. La chiesa di San Salvatore al Monte — церковь Святого Спасителя на горе) — католический храм во Флоренции, расположенный на холме, самом высоком месте в городе, называемом Монте-делле-Крочи (Гора крестов), в южной части города, за площадью Микеланджело, чуть ниже базилики Сан-Миниато-аль-Монте (Святого Миния на горе). Это францисканская церковь с прилегающим монастырским комплексом (другие названия: San Francesco al Monte alle Croci, San Francesana di San Salvatore al Monte alle Croci).

## История
На месте современной церкви ранее был сад и францисканская капелла, возможно, посвященная святым Косме и Дамиану, подаренная монахам в 1417 году неким Лукой ди Якопо дель Тосо (или делла Тоза). В планировании церкви с 1474 года принимал участие Лоренцо Медичи Великолепный, строительством занималась «Arte di Calimala» (Гильдия торговцев и мастеров окраски шерстяных тканей), герб гильдии (орёл) сохранился в тимпане фронтона главного фасада церкви. С 1487 года строительством ведал Симоне дель Поллайоло по прозванию Кронака, к которому присоединился Джулиано да Сангалло. В 1500 году обрушился алтарь (вероятно, из-за наклона почвы), но церковь была освящена четыре года спустя, в 1504 году.
На Монте-делле-Крочи жил святой Бернардин Сиенский. Двумя веками позднее монастырь перешёл к «Riformella» (движению обновления францисканского ордена), и его настоятелем был святой Леонард из Порто-Маурицио, который из этого места отправился на проповедь, чтобы распространить по всей Италии практику «Виа Крусис» (лат. Via Crucis) — богослужения Крестного пути. Именно от лестницы (именуемой также «Лестницей Данте») с расположенными на склоне холма вдоль неё крестами (символическими остановками Крестного пути) получило название сама гора (Монте-алле-Крочи).
Микеланджело был очень привязан к этому району города и в особенности к этой (в то время загородной) церкви, которую он ласково называл «моей прекрасной вилланеллой» (la mia bella villanella).

## Святыни и произведения искусства
Церковь имеет один неф и по пять капелл с каждой стороны, в которых имеются значимые произведения искусства. На главном алтаре находилась почитаемая реликвия святого Франциска Ассизского, облачениe, которое святой носил в 1224 году, когда он получил стигматы в Ла-Верне. Деревянное Распятие признано работой мастера из круга Андреа Ферруччи, а второе Pаспятие приписывается школе Баччо да Монтелупо и Бенедетто да Майано (оба датируются примерно 1496 годом). Рисунки витражей начала XVI века приписываются Перуджино.
В хоре церкви сохранились алтарные образы XV века, вероятно, предназначенные для первой церкви: Мадонна на троне с Младенцем, образы святых Космы и Дамиана, Франциска Ассизского работы Нери ди Биччи, Антонио Росселлино, Якопо Франки, Фра Бартоломео и других художников.
Во второй капелле слева находится алтарный образ из глазурованной полихромной майолики работы мастерской семьи делла Роббиа.

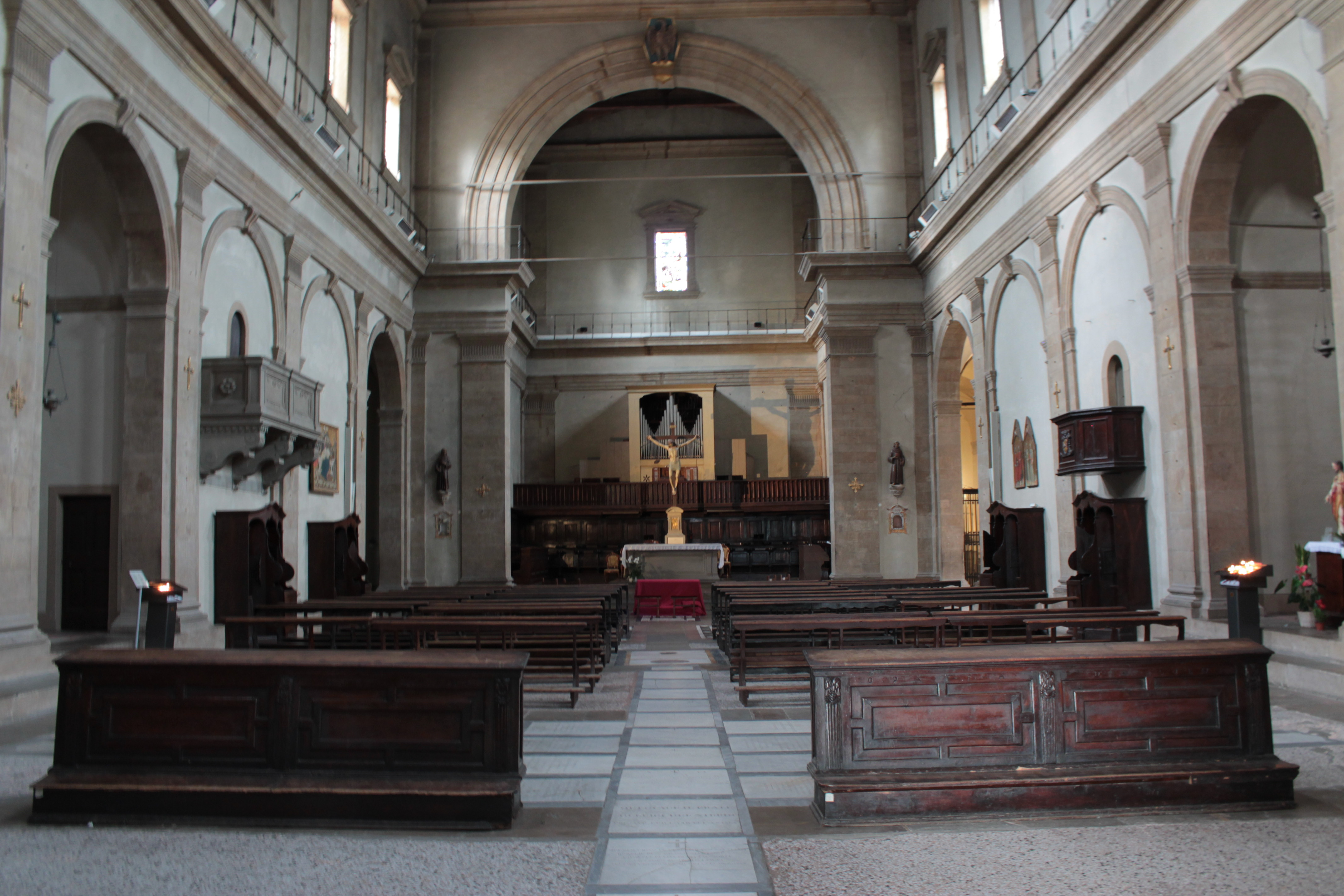
Интерьер церкви
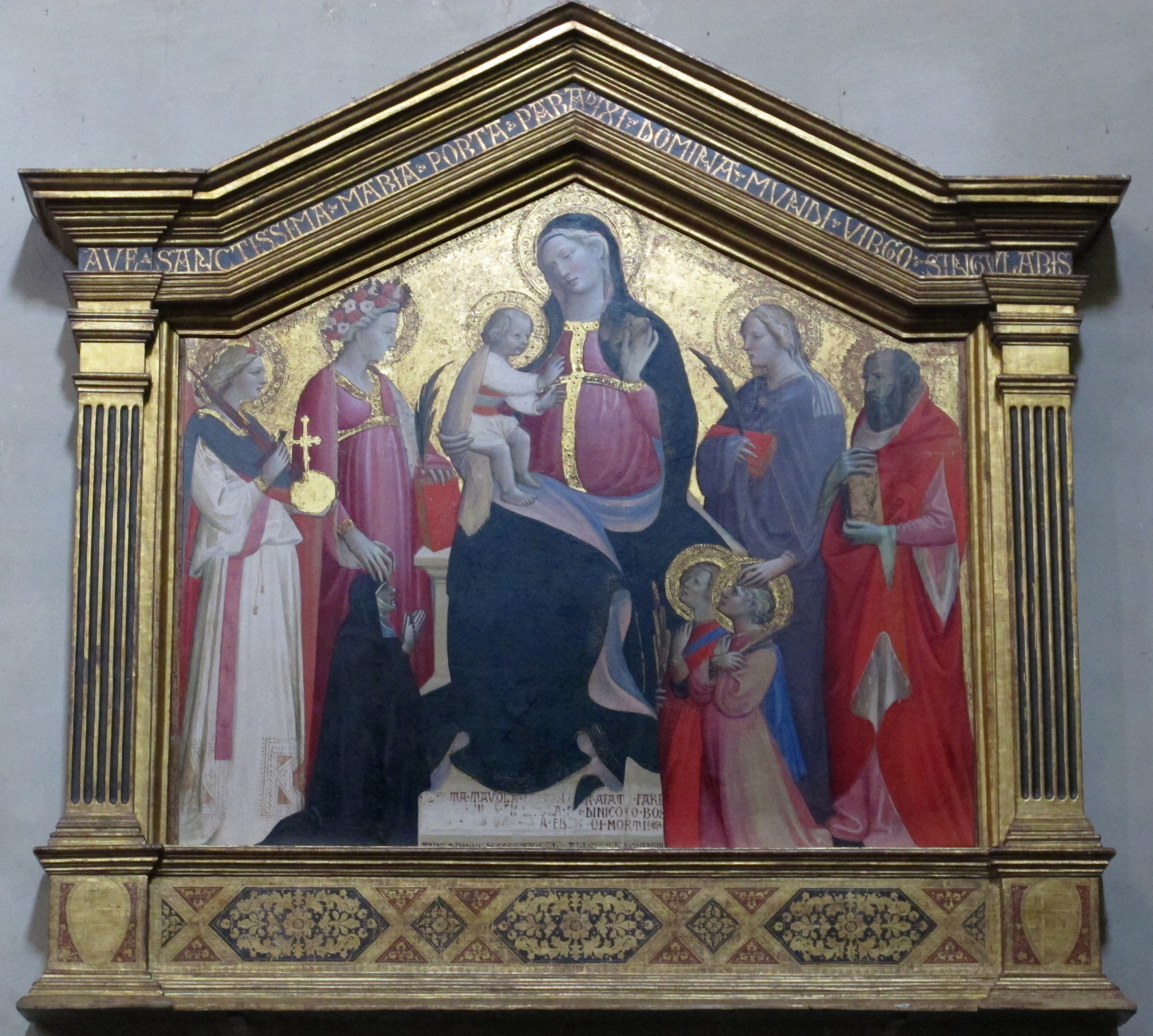
Джованни даль Понте. Мадонна на троне с Младенцем и святыми
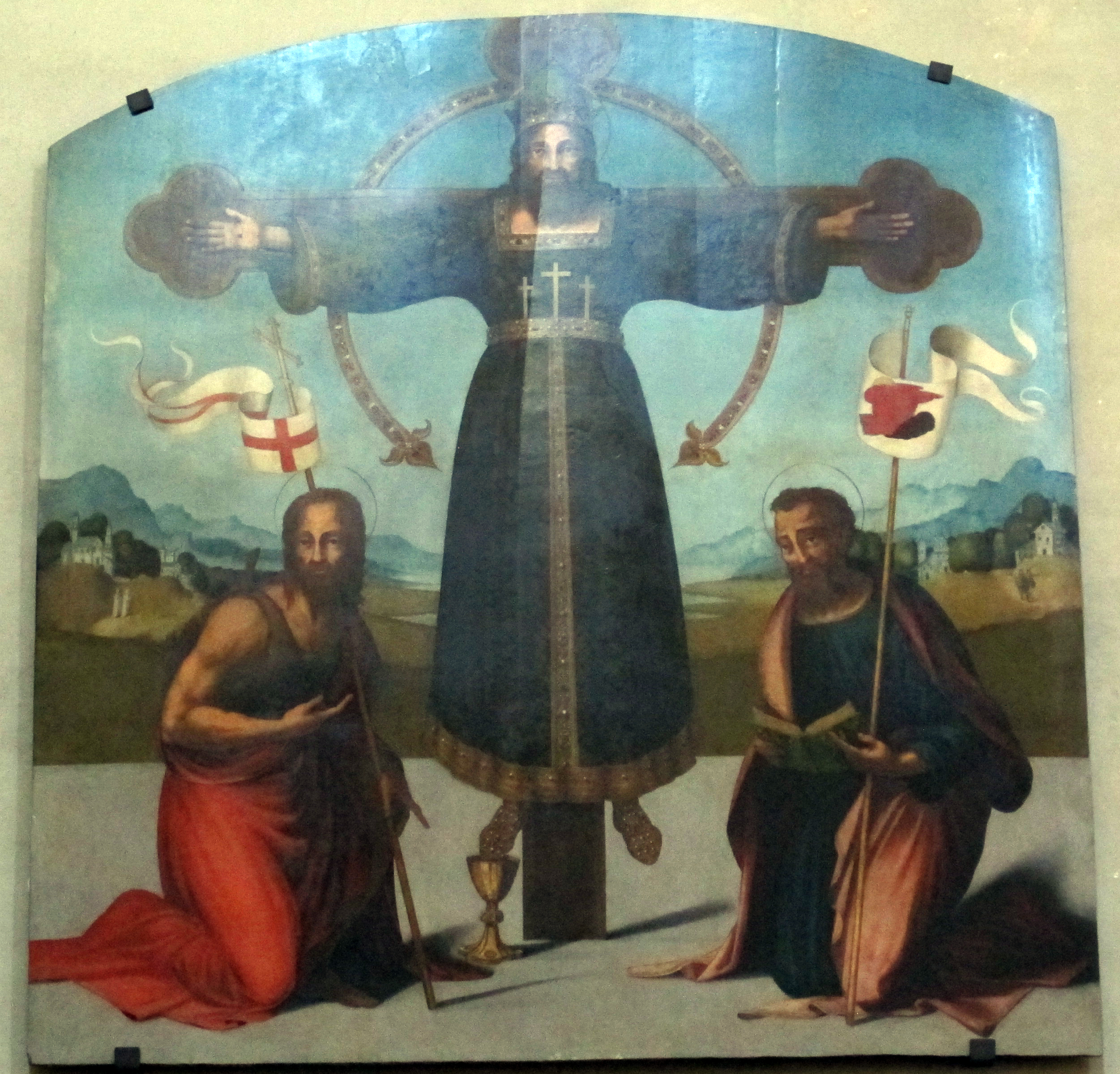
Неизвестный мастер.  Volto Santo («Святой Лик»)
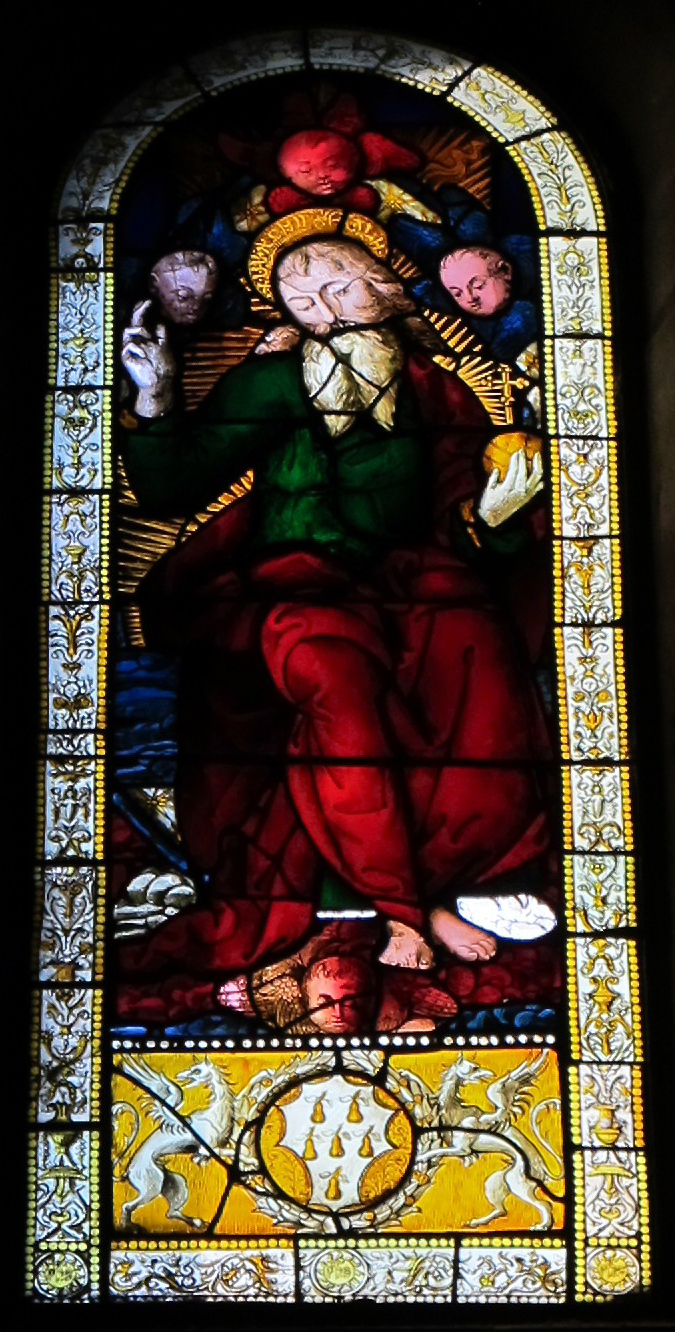
Бог Отец. Витражное окно. По рисунку Пьетро Перуджино. Нач. XVI в.
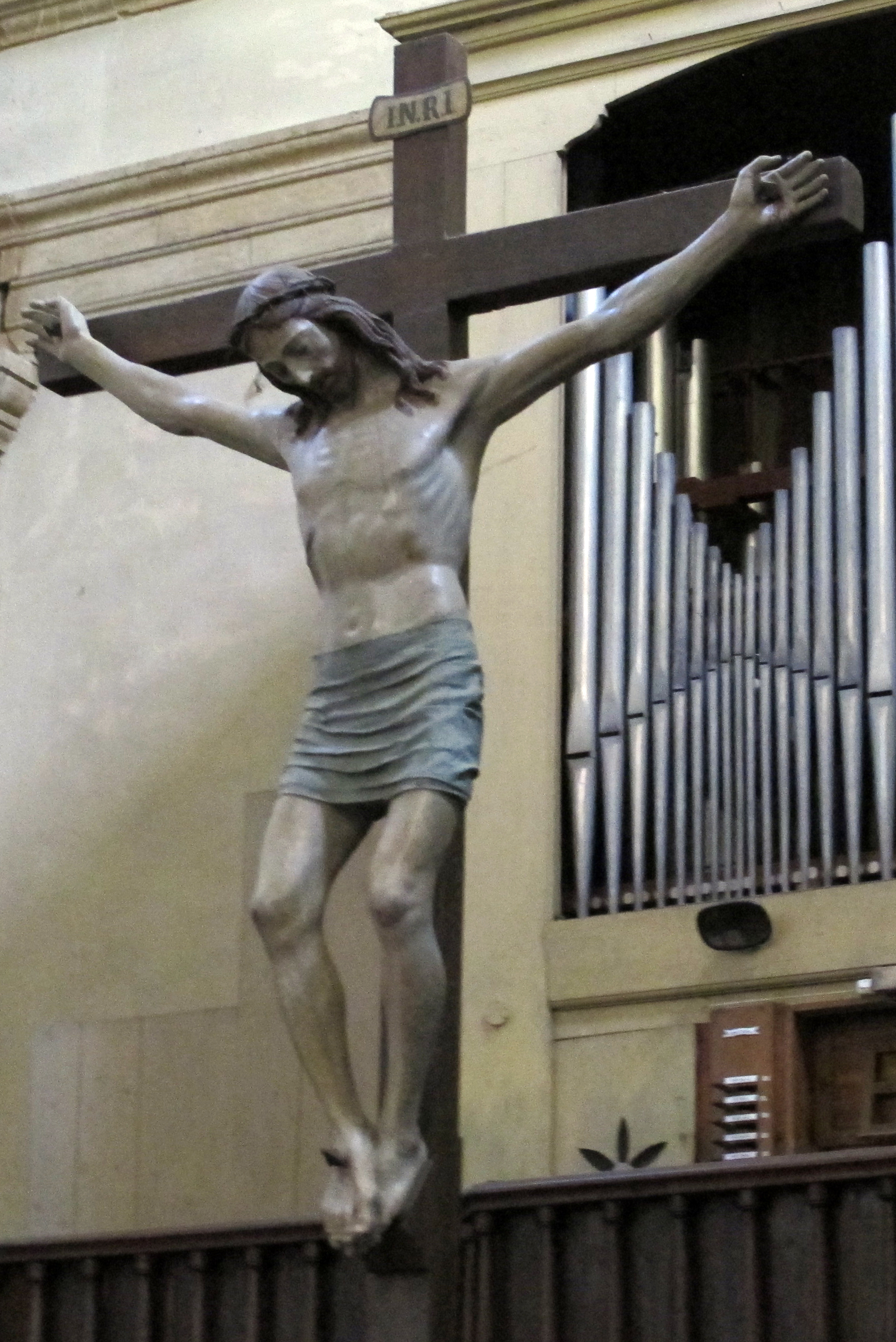
Распятие. Приписывается А. Ферруччи. Ок. 1496. Дерево
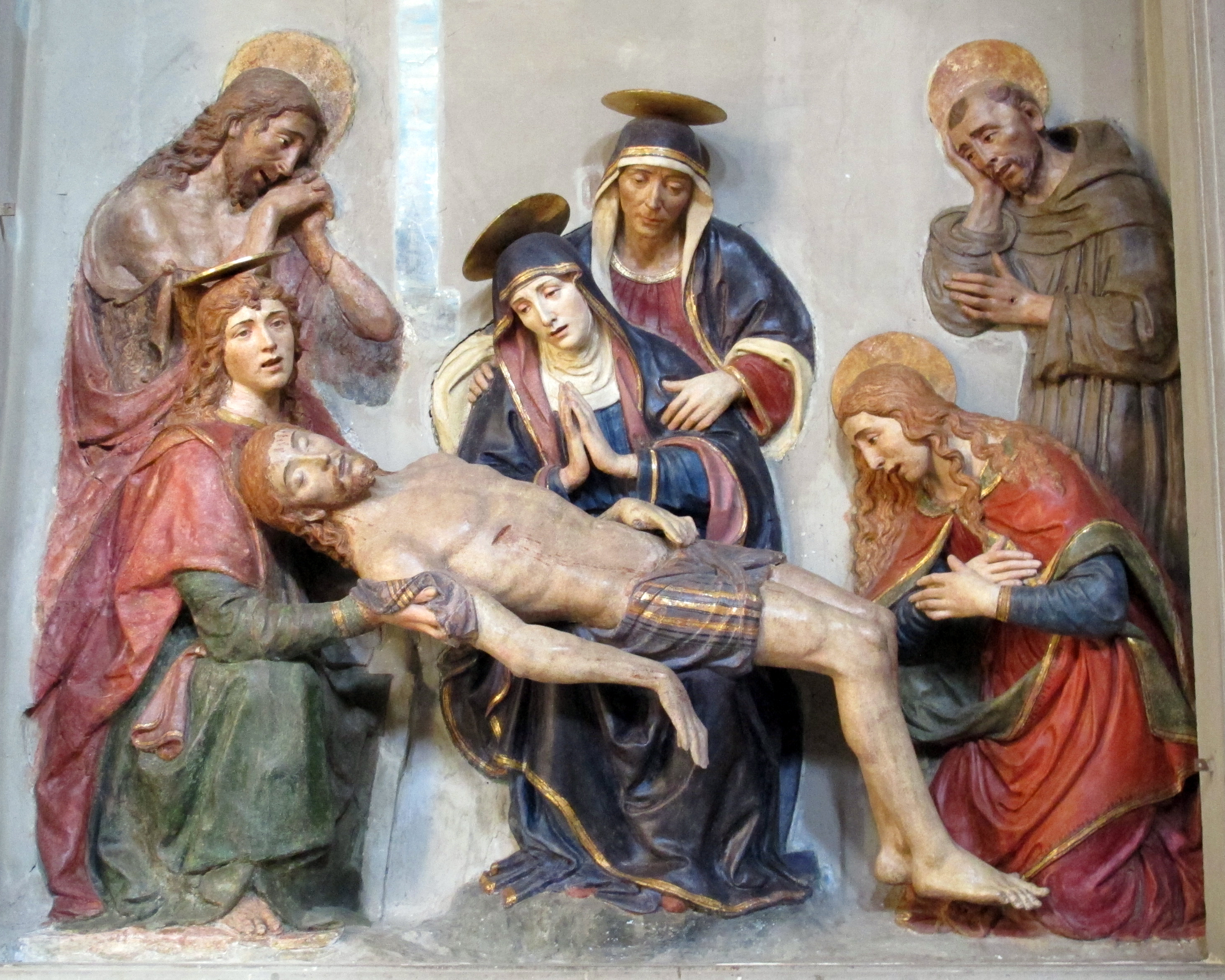
Положение во гроб. Дерево, роспись
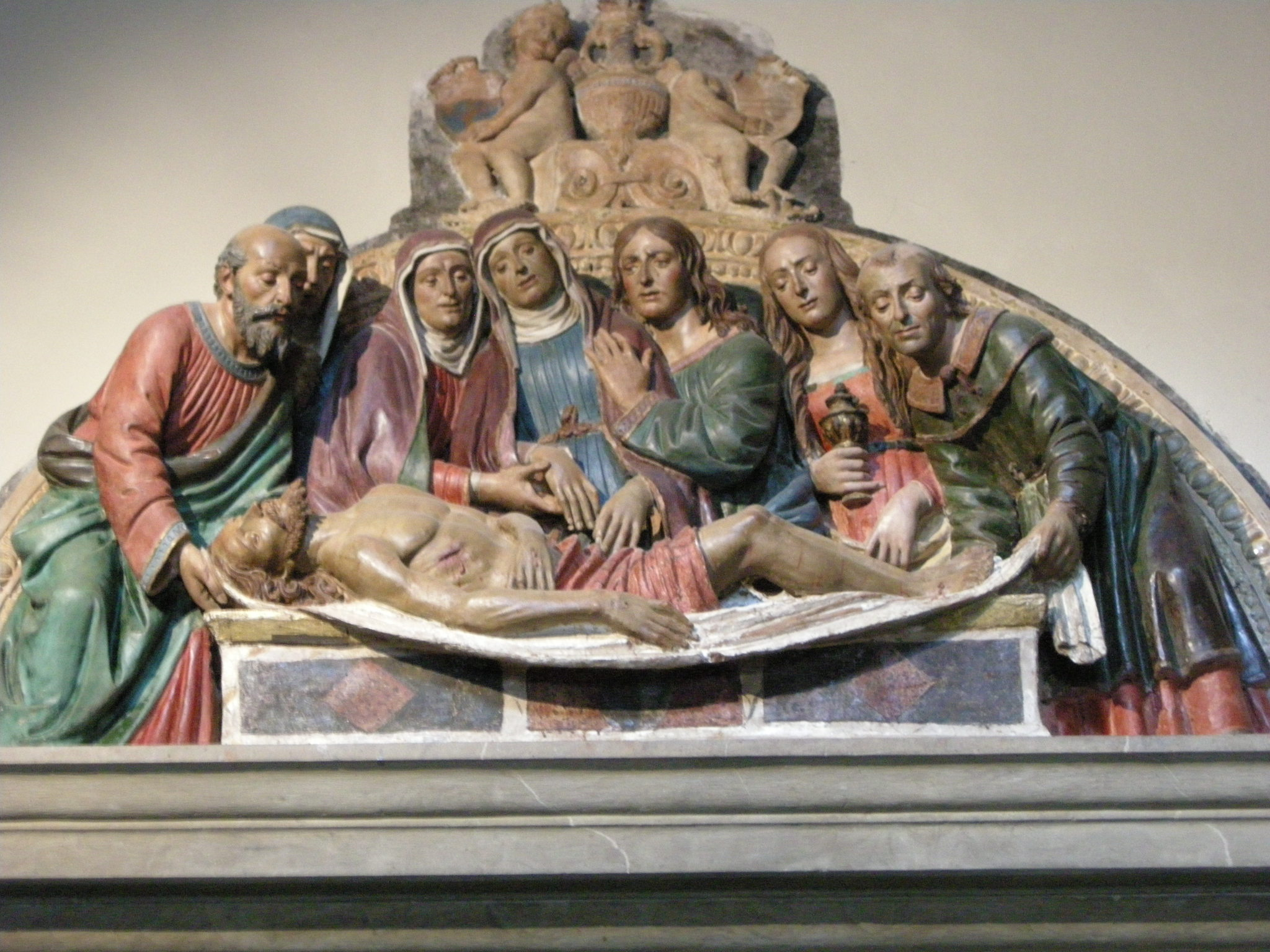
Положение во гроб. Джованни делла Роббиа. Люнет портала. Нач. XVI в. Майолика